# Dramaturg
Dramaturg je tvůrčí pracovník zabývající se přípravnou uměleckou činností zvanou dramaturgie. Jedná se o literárního či hudebního odborníka, pracovníka v divadle, rozhlasu, televizi apod., který je pověřen výběrem a sestavováním repertoáru. Repertoár bývá dramaturgy sestavován často s velkým časovým předstihem leckdy i na mnoho let dopředu. Ve filmu se jedná o odpovědného pracovníka za literární přípravu filmu a sestavení dramaturgického plánu.